# 신귀 (북위)
신귀(神龜)는 중국 북위(北魏) 효명제(孝明帝)의 두 번째 연호이다. 518년 2월에서 520년 7월까지 2년 6개월 동안 사용하였다. 518년 2월, 점치는데 사용하는 거북이인 신귀(神龜)에서 상서로운 징조가 나왔다고 하여 개원하였다.
같은 시기에 사용된 다른 연호로는 양(梁)에서 사용한 천감(天監 : 502년 ~ 519년), 보통(普通 : 520년 ~ 527년)이 있다.

## 개원
희평(熙平) 3년 2월 23일(518년 3월 20일)에 신귀(神龜)로 개원함.

## 연대대조표
| 신귀                | 원년            | 2년        | 3년             |
| 서력                | 518년           | 519년      | 520년           |
| 육십간지 (六十干支) | 무술(戊戌)      | 기해(己亥) | 경자(庚子)      |
| 양 (梁)             | 천감(天監) 17년 | 18년       | 보통(普通) 원년 |

## 삭일(1일)
| 신귀 원년 (518년) | 1월             | 2월             | 3월             | 4월             | 5월             | 6월             | 7월             | 윤7월           | 8월             | 9월             | 10월            | 11월            | 12월            |
| ----------------- | --------------- | --------------- | --------------- | --------------- | --------------- | --------------- | --------------- | --------------- | --------------- | --------------- | --------------- | --------------- | --------------- |
| 삭일(음력)        | 정사일 (丁巳日) | 정해일 (丁亥日) | 병진일 (丙辰日) | 병술일 (丙戌日) | 을묘일 (乙卯日) | 을유일 (乙酉日) | 갑인일 (甲寅日) | 갑신일 (甲申日) | 계축일 (癸丑日) | 계미일 (癸未日) | 계축일 (癸丑日) | 임오일 (壬午日) | 임자일 (壬子日) |
| 율리우스력        | 518년 1월 27일  | 2월 26일        | 3월 27일        | 4월 26일        | 5월 25일        | 6월 24일        | 7월 23일        | 8월 22일        | 9월 20일        | 10월 20일       | 11월 19일       | 12월 18일       | 519년 1월 17일  |
| 신귀 2년 (519년)  | 1월             | 2월             | 3월             | 4월             | 5월             | 6월             | 7월             | 8월             | 9월             | 10월            | 11월            | 12월            |                 |
| 삭일(음력)        | 신사일 (辛巳日) | 신해일 (辛亥日) | 경진일 (庚辰日) | 경술일 (庚戌日) | 기묘일 (己卯日) | 기유일 (己酉日) | 무인일 (戊寅日) | 무신일 (戊申日) | 정축일 (丁丑日) | 정미일 (丁未日) | 병자일 (丙子日) | 병오일 (丙午日) |                 |
| 율리우스력        | 519년 2월 15일  | 3월 17일        | 4월 15일        | 5월 15일        | 6월 13일        | 7월 13일        | 8월 11일        | 9월 10일        | 10월 9일        | 11월 8일        | 12월 7일        | 520년 1월 6일   |                 |
| 신귀 3년 (520년)  | 1월             | 2월             | 3월             | 4월             | 5월             | 6월             | 7월             | 8월             | 9월             | 10월            | 11월            | 12월            |                 |
| 삭일(음력)        | 을해일 (乙亥日) | 을사일 (乙巳日) | 을해일 (乙亥日) | 갑진일 (甲辰日) | 갑술일 (甲戌日) | 계묘일 (癸卯日) | 계유일 (癸酉日) | 임인일 (壬寅日) | 임신일 (壬申日) | 신축일 (辛丑日) | 신미일 (辛未日) | 경자일 (庚子日) |                 |
| 율리우스력        | 520년 2월 4일   | 3월 5일         | 4월 4일         | 5월 3일         | 6월 2일         | 7월 1일         | 7월 31일        | 8월 29일        | 9월 28일        | 10월 27일       | 11월 26일       | 12월 25일       |                 |

## 같이 보기
- 중국의 연호

| 이전 연호 희평(熙平) | 중국의 연호 북위(北魏) | 다음 연호 정광(正光) |